# Michel Félix Dunal
Michel Félix Dunal (Montpellier, 24 ottobre 1789 – Montpellier, 29 luglio 1856) è stato un docente, botanico e micologo francese.

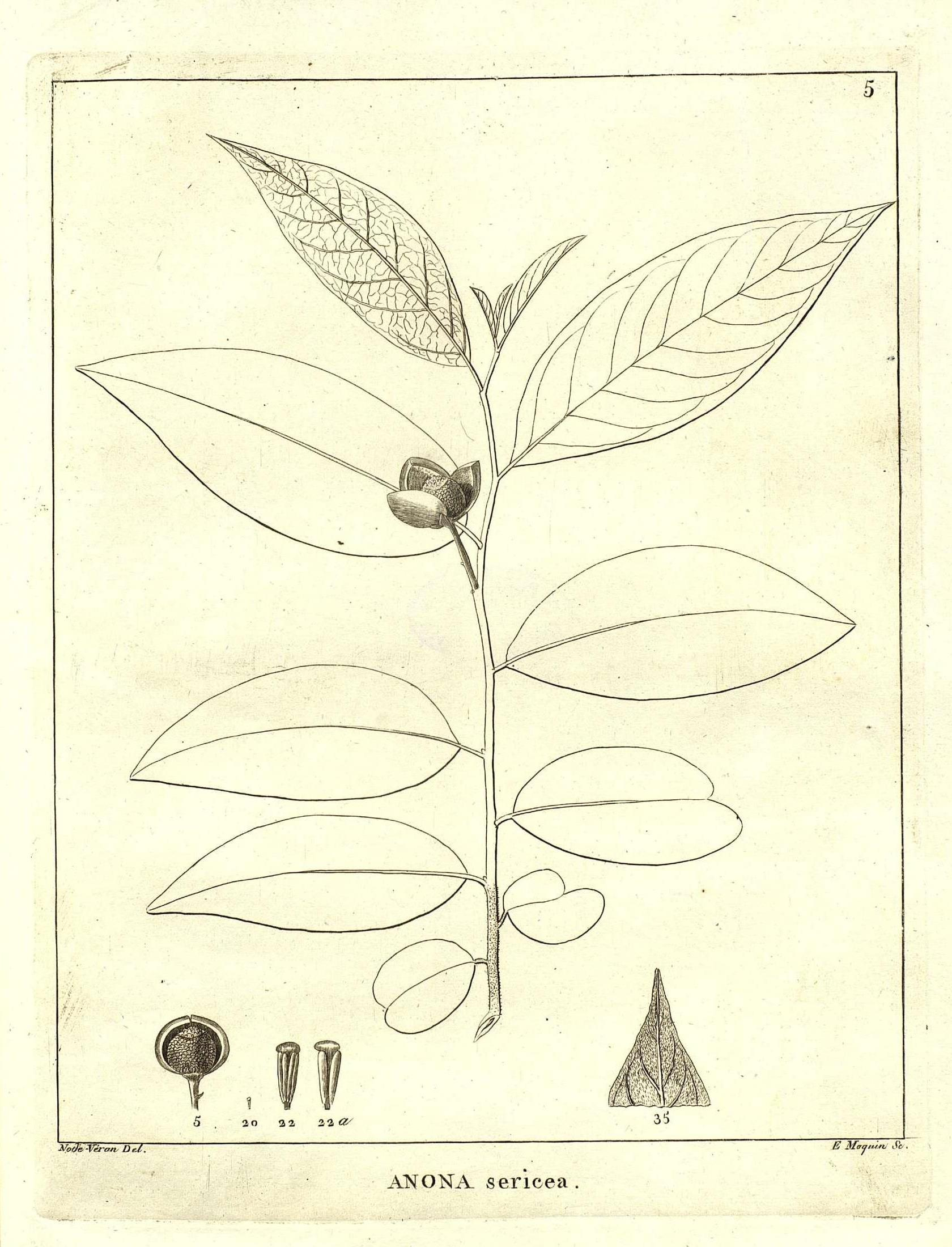

Dunal ha insegnato botanica a Montpellier dove è stato titolare della cattedra di storia naturale medica dal 1816 al 1819.
Era ben noto per il suo lavoro sulle piante della famiglia delle Solanaceae, sulla quale ha pubblicato un lavoro importante: Solanorum generumque affinium Synopsis seu Solanorum Historiae, editionis secundae summarium ad characteres differentiales redactum, seriem naturalem, habitationes stationesque specierum breviter indicans. Montpellier, 1816.

## Altre pubblicazioni
- Histoire naturelle, médicale et économique des Solanum, et des genres qui ont été confondues avec eux. París ; Estrasburgo : Koenig ; Montpellier : Renaud, 1813
- Monographie de la famille des Anonacées. París : Treuttel & Würtz, 1817
- Solanaceae. 690 pp. En: Alphonse P. de Candolle (ed.): Prodromus systematis naturalis regni vegetabilis. París 1852

## Riconoscimenti
Il genere Dunalia Kunth, 1818, appartenente alla famiglia delle Solanaceae fu nominato in suo onore

## Abbreviazioni
L'abbreviazione Dun. e Dunal si utilizzano nella nomenclatura binomiale delle specie vegetali. Consultare la lista delle abbreviazioni standard degli autori botanici.